# Otočac
Otočac est une ville et une municipalité située en Lika, dans le comitat de Lika-Senj, en Croatie. Au recensement de 2001, la municipalité comptait 10 411 habitants, dont 91,29 % de Croates et la ville seule comptait 4 354 habitants. Sa localité de Kuterevo abrite le "Refugium Kuterevo" qui recueille depuis plusieurs années des ours bruns non sevrés et donc incapables de vivre en liberté.

## Histoire

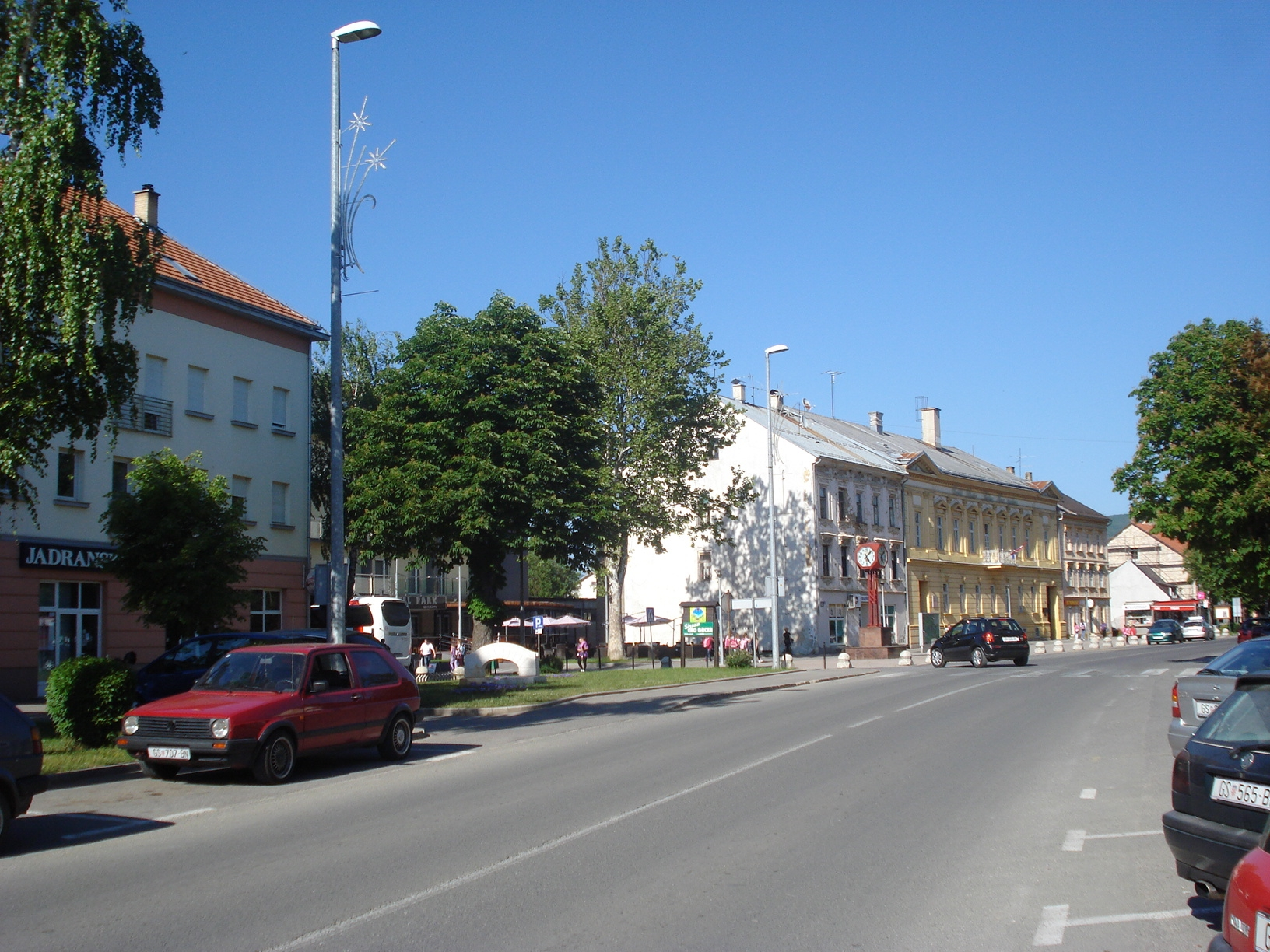
Centre-ville de Otočac

## Localités
La municipalité de Otočac compte 22 localités : 
| - Brlog - Brloška Dubrava - Čovići - Dabar, - Doljani - Drenov Klanac - Glavace - Gorići - Hrvatsko Polje - Kompolje - Kuterevo | - Ličko Lešće - Lipovlje - Otočac - Podum - Ponori - Prozor - Ramljani - Sinac - Staro Selo - Škare - Švica |